# Харловка
Харловка (рус. Харловка) река је која протиче преко северних делова Мурманске области на крајњем северозападу европског дела Руске Федерације. Свој ток започиње као отока ледничког језера Љавозеро, тече у смеру севера и након 85 km тока улива се у Баренцово море насупрот архипелага Седам острва (односно његовог највећег острва Харлов) у делу познатом као Мурманска обала.
Површина сливног подручја реке Харловке је око 2.000 km². Њена најважнија притока је река Некју коју прима на 36. километру тока узводно од ушћа. Целом дужином свога тока протиче преко територије Ловозерског рејона.
Река Харловка је важно мрестилиште атлантског лососа.